# Ortiz (apellido)

## Etimología
Ortiz es uno de los apellidos vascos más frecuentes. Koldo Mitxelena considera que Ortí y Ortiz son el resultado de la evolución eusquérica de Fortunio (Fortunir, Fortún, Ortún, Ortuño) y Fortuniz por pérdida de la -n intervocálica, mientras que la derivación castellana de este apellido sería Ordóñez. Como prueba presenta un pasaje escrito por el historiador Esteban de Garibay que dice: "Hoy en día para nombrar a un Ortuño, o Fortuño de Mendoza, han de decir en la debida congruidad de la lengua vascongada Hurti Mendozaco, y para llamar a otro Ortuño de Guebara dirán Hurti Guebaraco, porque Hurti es Ortuño". 
El lingüista M. Alvar sostiene que viene de la palabra latina fortis, Fuerte. Pero es difícil justificar en palabras de J.M. Albaigès la dislocación acentual y el mantenimiento de la -i latina.
Las casas solariegas más comunes de este apellido se encuentran en la región montañosa entre Burgos y el País Vasco.

## Que significa el apellido Ortiz
La evolución de su patronímico, Fortunatus, a Fortún, Ortún o Fortunio (Que es afortunado) dio lugar a los apellidos Fortunez, Fortuniz y Ortiz, durante los siglos VII al X

## Escudo
Existen variaciones del escudo de armas del apellido Ortiz, una de las más representativas es, El Escudo de azur y un lucero de oro. Bordura de jaqueles de oro y plata, cargados de una rosa cada uno.

## Su origen, historia y hechos
Que autor tan prestigioso como don Francisco Piferrer diga que la etimología del apellido Ortiz no es fácil de explicar, señala la dificultad del origen de este linaje, y muchísimo más cuando añade que de todo lo que se lee sobre el apellido.

### Linaje de los Duques de Normandía.
Informa Francisco Piferrer que unos dicen que procede de los Duques de Normandía por dos hermanos apellidados Orti que vinieron a pelear en España.  Apellido cuyo linaje tiene origen según el conde Marquina, estudioso de genealogías, en un caballero Ortiz descendiente del Duque de Normandía, que cruzó los Pirineos para sumarse a la guerra contra los moros. Una rama de su descendencia se radicó en el pueblo de Rozas, Montañas de Burgos, Valle de Soba, Provincia de Santander, Cantabria, España. El pueblo se llama Rozas por las rozas que se hicieron durante la Edad Media para realizar cultivos.
Allí Rodrigo Ortiz, regidor perpetuo de dicha villa, contrajo matrimonio a mediados del siglo XVI, con Ana Ezquerra de Rozas, señora de la Casa de Rozas y de la Torre de Trueba, teniendo por hijos a los primeros Ortiz de Rozas, María y Pedro., se trasluciría la analogía de la «estrella» o «lucero» de las armas de este apellido con la estrella del Norte, y la de esta palabra con la de Normandía que significa país habitado por los hombres del Norte.                                                                                                                                                            
Otros pretenden que un caballero del apellido Ortiz, caudillo o Capitán General de una provincia, de quien proceden los Ortiz del valle de Carriedo y de Espinosa de los Monteros, por estar en continua observación de las fronteras del Norte, y por eso puso el referido lucero en sus armas.

### España, península ibérica
Los Ortiz se remontan a Florencio Ochoa Ortiz, en los años 700 como partícipe de la batalla de Guadalete. Otros ascendientes, del linaje del valle de Oquendo, intervinieron en las de Clavijo y Roncesvalles.
En el libro de «Los Señoríos y Reinos de España», del citado autor Francisco Piferrer , se incluyen estos versos, escritos por el genealogista Baños de Velasco, sobre el linaje Ortiz.
-Vi el Ortiz generoso -Venir con muy gran denuedo -Muy valiente y animoso -De linaje valeroso -Y pobló el val de Carriedo -El cual venía de la línea -Del primer Duque normando -A socorrer a Castilla -Con el Norte relumbrado.
Los datos que se poseen, con rigurosidad histórica, marcan el año 1.014, como la fecha en que García Ortiz confirmó una donación en su calidad de ricohombre del rey de Navarra, don Sancho IV. En 1.214, Ortún Ortiz confirmó otra donación también como ricohombre y merino mayor del rey de Castilla don Alfonso IX.
Todo esto confirma que, en efecto, el linaje Ortiz es muy antiguo y prestigiado en España. Es uno de los apellidos más antiguos de Castilla y extendido en los demás reinos de España, con sus peculiaridades según la región, denominándose Ortí, Ortis, Ortiza, etc. Desde el siglo XII, hay constancia de familias Ortiz en Villacarriedo, Santander y en el valle de Mena y Espinosa de los Monteros en Burgos.         

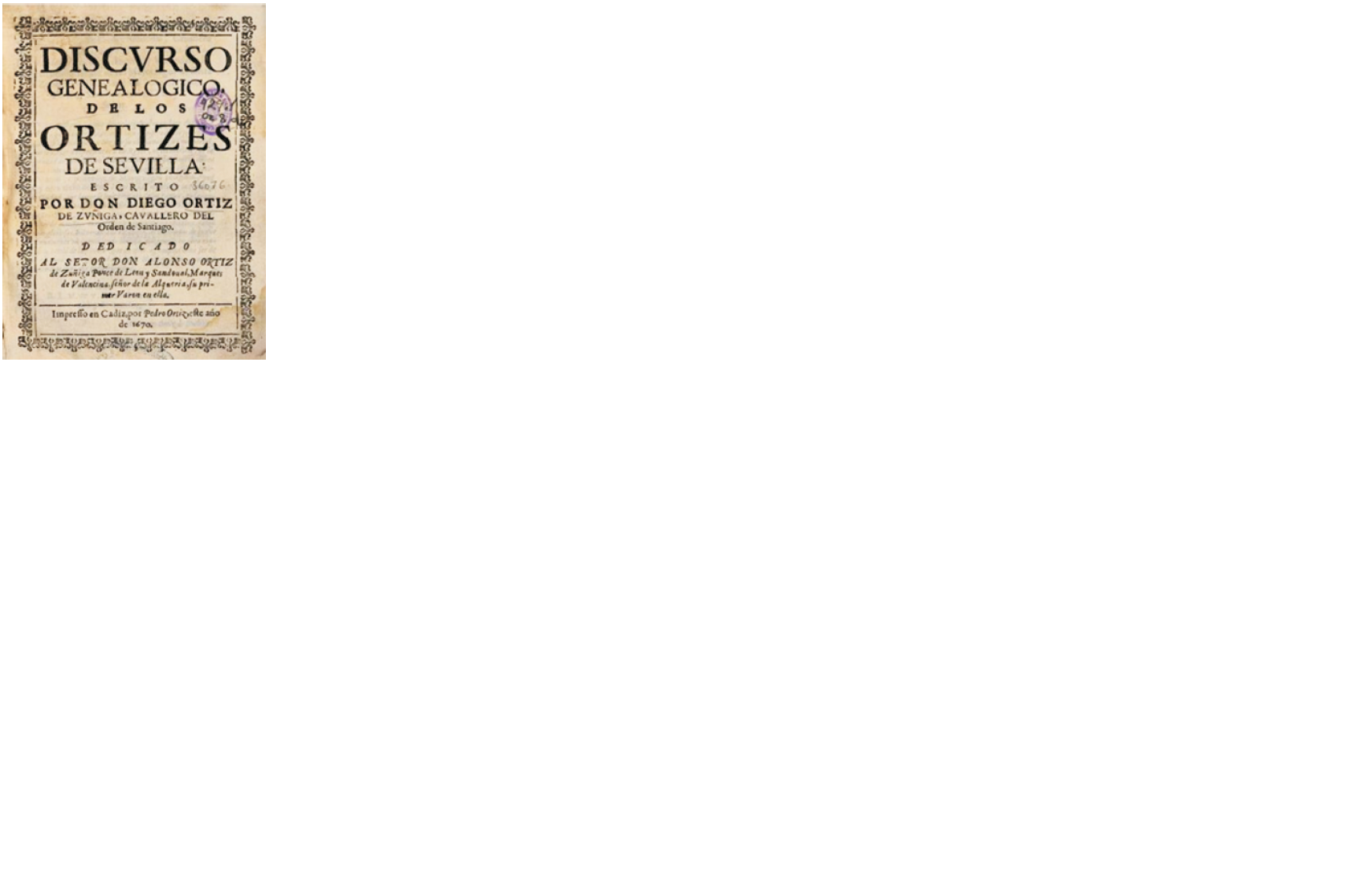
Discurso de Los ortizes de sevilla.

Parece ser que sus más antiguos solares radicaron en Aragón, Navarra y Señorío de Vizcaya.             
Hay datos también sobre otro Ortiz que, en tiempos del rey don Jaime, peleó valerosamente contra los moros, por lo que fue nombrado Maestre de Campo en el sitio de Burriana.
En la conquista de Sevilla participó don Pedro Ortiz, distinguiéndose, en los combates que precedieron a la toma de esta ciudad, por su valor y arrojo demostrado en el campo de batalla, sobre el año 1.247.                                                                                                 

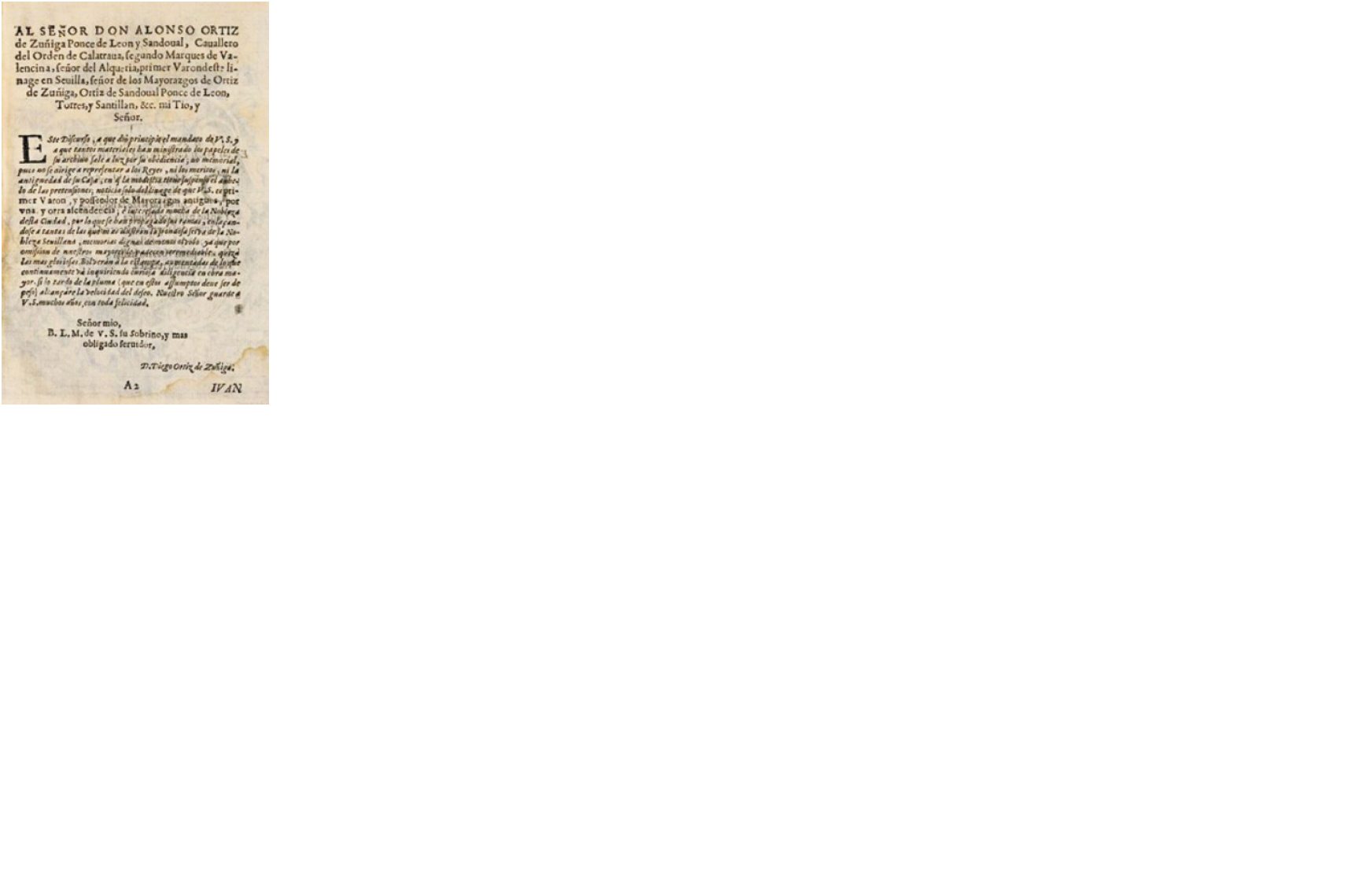
Agradecimiento a Don Alonzo de Ortiz

Un nieto suyo, don Alonso de Ortiz, fue Comendador de la Orden de Santiago, se casó con doña Mencía de Zúñiga, de la cual proceden los Marqueses de MonteFuerte, emparentando así con otra casa de ilustre y preclaro linaje. Don Juan Ortiz de Zúñiga, quinto nieto que fue de don Alonso Ortiz y duodécimo nieto del anteriormente expresado conquistador de Sevilla, fue caballero de la Orden de Santiago, Veinticuatro Perpetuo de Sevilla y primer Marqués de Monte-Fuerte, por merced del rey Felipe V, otorgado en el año 1702.

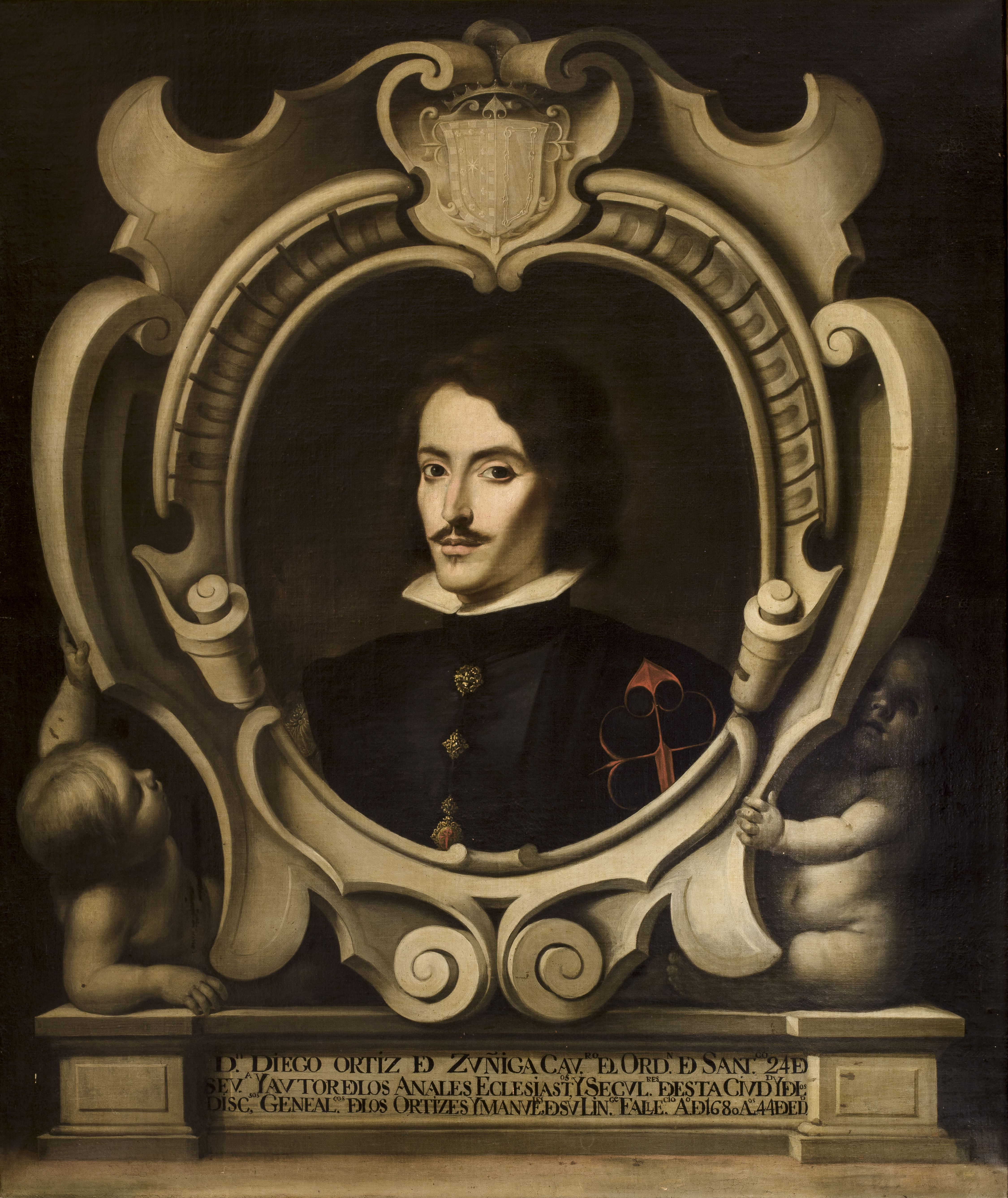
Diego Ortiz de Zúñiga, Noble Español Historiador. Miembro de la Orden de Santiago

Otros miembros de este apellido fueron don Juan Ortiz, caballero de Santiago don Diego Ortiz, asimismo caballero de la antes citada Orden, don José Ortiz de Zúñiga y Santillán, segundo marqués de Monte-Fuerte, Conde de Lebrija, Veinticuatro Perpetuo de Sevilla.
En la larga, larguísima lista de aquellos del apellido Ortiz que han destacado en la historia, podemos encontrar a Francisco Ortiz de Vergara, conquistador, nacido en Sevilla en el siglo XV, que estuvo en el Río de la Plata, a las órdenes del Adelantado Alvar Nuñez Cabeza de Vaca hasta que este fue depuesto del mando.
Al ser nombrado Adelantado Martínez de Irala, Ortiz que era hombre fiel al depuesto Cabeza de Vaca, conspiró contra él, pero el asunto no tuvo graves consecuencias (y decimos esto porque ya se sabe que la mayoría de aquellas conspiraciones acababan generalmente con la ejecución de alguien, y basta recordar a Nuñez de Balboa y Diego de Almagro, entre otros) y no sólo no redundó en perjuicio de Ortiz, sino que este acabó casándose con una hija de Martínez de Irala y cuando este murió, su sucesor, Gonzalo de Mendoza, le nombró Capitán General y Justicia Mayor, pero estos títulos no le fueron confirmados por la Corona.
Envuelto en nuevas intrigas, fue apresado en Chuquisaca y nombrado en su lugar otro Ortiz, en este caso Ortiz de Zárate, de quien pasamos a ocuparnos seguidamente: Juan Ortiz de Zárate, nacido en Orduña en 1.526, pasó a Perú, en 1.534 y como partidario de Diego de Almagro tomó parte en la batalla de las Salinas. Más tarde se unió a Diego Centeno contra Gonzalo Pizarro en Charcas, hasta que vencido por Carvajal, huyó a Quito y allí permaneció hasta la llegada de La Gasca. Residió después en Chuquisaca donde llegó a ser uno de los vecinos de más fortuna. Ortiz de Zárate ambicionaba el gobierno del Paraguay y llegó a ser gobernador y capitán general del Río de la Plata, al ser depuesto Ortiz de Vergara, con el encargo de poblar el extenso territorio. De regreso a España, a donde había ido a confirmar su título volvió a las Indias para organizar nuevas expediciones, llegando hasta el estuario del Plata y al año siguiente se cumplió su ambición de obtener el gobierno del Paraguay, residiendo en la capital Asunción donde murió.

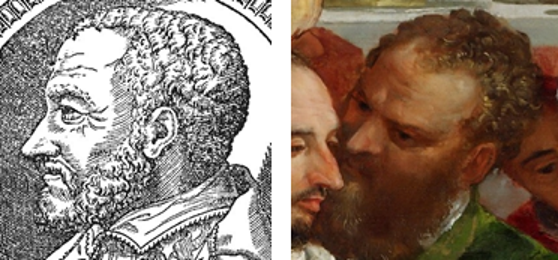
Diego Ortiz de Toledo, Compositor, violagambista y teórico musical español.

Los personajes más destacados que se relacionan con este apellido son: Fortúm Garcés, rey de Sobarbe; Fortum Zuria, señor de Vizcaya (siglo VIII), doña Toda Fortuniz, hija del gobernador de Nájera, Fortún Garcés. (1053). En 1149, según los Anales Valencianos, vivió Ortum Ortiz hijo de Garcés Ortiz ricohombre de Aragón. Ortúm Ortiz, (1.167), alcalde de Toledo. Ortúm Ortiz Calderón, en la conquista de Baeza.
Según Ortiz de Zúñiga, el origen de los Ortiz es de los duques de Normandía y parte, en España, de los solares mencionados, siendo el de Carriedo el que se extendió por Andalucía y Extremadura. en donde podemos encontrar múltiples muestras de sus asentamientos.
En Quintana de Serena, existen dos casas solariegas de los Ortiz, una cuyo origen se remonta a Juan Ortiz Quintana allá por el 1.600, y cuyo blasón cruza sus armas con las del Cardenal Siliceo. De esta familia, con ejecutoria de nobleza, de la Real Chancillería de Granada del 1.604, descienden los Ortiz Coronado actuales.
Como armas traen: Escudo de azur y un lucero de oro. Bordura de jaqueles de oro y plata, cargados de una rosa cada uno.
Esta familia residió principalmente en Valencia, Torrente, Elche y Novelda, todos ellos fueron caballeros del antiguo linaje militar y fundaron un rico mayorazgo. Llegaron a poseer una capilla propia, bajo la advocación del Santísimo Rosario de la Iglesia del Convento de la Merced

### Italia
En Italia, Antigua y noble familia de Sicilia que se crio como arma: verde, en una torre abierta con ventanas negras, coronada por un guerrero armado, acompañada en la punta por tres ramas de palma colocadas en una banda y ordenadas en una banda, todo en oro ; con el borde cosido en verde, cargado con cuatro torres doradas, abierto en negro. El comentarista GB de Crollalanza informa el blasón de esta familia en los volúmenes de su histórico diccionario blasón de las nobles y notables familias italianas. Según el historiador Diligenti, quien en su "Historia de ilustres familias italianas, por el cuidado y gasto del editor", publicado en Florencia, descubrimos que esta familia es de puro origen italiano, dispersa en varias ciudades. De la obra "Colección de las familias más ilustres y nobles que alguna vez existieron y que aún florecen en Italia, tomada del Teatro Heráldico publicado en Lodi en 1841.
Ortis tiene un linaje friulano, especialmente en el área de Udine, uno en el área de Lecce y uno entre Trapani y Agrigento, muy raro. es panital, los orígenes son diferentes, en Friuli debe derivar del término latino hortis (a las huertas) para identificar probablemente el hecho de que los progenitores cultivaron los huertos en el sur, mucho más probablemente sean de origen español derivados del apellido español Ortiz , una forma patronímica en -iz de una alteración esferética del nombre latino Fortis.